# Exochus latifasciatus
Exochus latifasciatus är en stekelart som beskrevs av Kusigemati 1971. Exochus latifasciatus ingår i släktet Exochus och familjen brokparasitsteklar. Inga underarter finns listade i Catalogue of Life.